# Festival international du film de Moscou 2006
Le 28e festival international du film de Moscou se tient du 23 au 2 juillet 2006. Le George d'or est attribué au film suédois About Sara réalisé par Othman Karim.

## Jury
- Andrzej Żuławski (Pologne – président du jury)
- Alekseï Outchitel (Russie)
- Rémy Girard (Canada)
- Pierre-Henri Deleau (France)
- Julie Christie (Royaume-Uni)

## Films en compétition
Les films suivants sont sélectionnés pour la compétition principale :
| Titre anglais ou français       | Titre original             | Réalisateur(s)                   | Pays d'origine                               |
| ------------------------------- | -------------------------- | -------------------------------- | -------------------------------------------- |
| More Than Anything in the World | Más que a nada en el mundo | Andrés León Becker, Javier Solar | Mexique                                      |
| The Bet Collector               | Kubrador                   | Jeffrey Jeturian                 | Philippines                                  |
| Comme tout le monde             | Comme tout le monde        | Pierre-Paul Renders              | Belgique                                     |
| Klimt                           | Klimt                      | Raoul Ruiz                       | Autriche, Allemagne, France, Grande-Bretagne |
| Who Never Lived                 | Kto nigdy nie żył...       | Andrzej Seweryn                  | Pologne                                      |
| Ice on Fire                     | La fiamma sul ghiaccio     | Umberto Marino                   | Italie                                       |
| About Sara                      | Om Sara                    | Othman Karim                     | Suède                                        |
| Love & Dance                    | Sipur Hatzi-Russi          | Eitan Anner                      | Israël                                       |
| The Wake                        | Agrypnia                   | Nikos Grammatikos                | Grèce                                        |
| Relatives                       | Rokonok                    | István Szabó                     | Hongrie                                      |
| The Samurai I Loved             | Semishigure                | Mitsuo Kurotsuchi                | Japon                                        |
| Combien tu m'aimes ?            | Combien tu m’aimes?        | Bertrand Blier                   | France                                       |
| Sleep Sweet, My Darling         | Snivaj, Zlato Moje         | Neven Hitrec                     | Croatie                                      |
| Demande à la poussière          | Ask the Dust               | Robert Towne                     | États-Unis                                   |
| Running on Empty                | Der Lebensversicherer      | Bülent Akinci                    | Allemagne                                    |
| Driving Lessons                 | Driving Lessons            | Jeremy Brock                     | Royaume-Uni                                  |
| Worm                            | Cherv                      | Aleksei Muradov                  | Russie                                       |

## Prix
- George d'or: About Sara d'Othman Karim
- Prix spécial du jury : George d'argent: Driving Lessons de Jeremy Brock
- George d'argent :
  - Meilleur réalisateur : Bertrand Blier pour Combien tu m'aimes ?
  - Meilleur acteur : Jens Harzer pour Running on Empty
  - Meilleure actrice : Julie Walters pour Driving Lessons
- George d'argent pour le meilleur film du concours Perspective : Chasma de Yolkin Tuychiev
- Prix pour l'ensemble de son œuvre : Chen Kaige
- Prix Stanislavski : Gérard Depardieu

## Source de la traduction
- (en) Cet article est partiellement ou en totalité issu de l’article de Wikipédia en anglais intitulé « 28th Moscow International Film Festival » (voir la liste des auteurs).